# ジェモーナ・デル・フリウーリ
ジェモーナ・デル・フリウーリ（伊: Gemona del Friuli）は、イタリア共和国フリウリ＝ヴェネツィア・ジュリア州ウーディネ県にある、人口約10,000人の基礎自治体（コムーネ）。

## 名称
標準イタリア語以外の言語では以下の名を持つ。
- フリウリ語: Glemone

## 地理

### 位置・広がり
ウーディネ県北部に所在するコムーネである。ジェモーナの街は、トルメッツォの南東約17km、県都ウーディネの北北西約24km、ポルデノーネの北東約51kmに位置する。

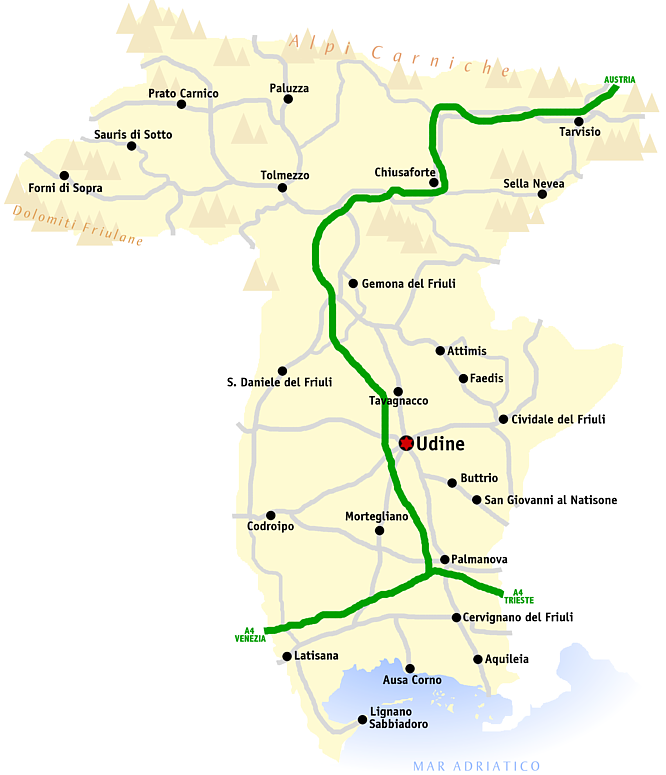
ウーディネ県概略図

#### 隣接コムーネ
隣接するコムーネは以下の通り。
- ヴェンゾーネ - 北
- ルゼーヴェラ - 東
- モンテナルス - 南東
- アルテーニャ - 南東
- ブーヤ - 南
- オゾッポ - 南西
- トラザーギス - 西
- ボルダーノ - 北西

### 気候分類・地震分類
ジェモーナ・デル・フリウーリにおけるイタリアの気候分類 (it) および度日は、zona E, 2488 GGである。
また、イタリアの地震リスク階級 (it) では、zona 1 (sismicità alta) に分類される。

## 歴史
- 1976年5月6日 - ジェモーナ・デル・フリウーリ付近を震源とするフリウリ地震が発生。街区の一角が全て倒壊するなど建造物の倒壊が相次ぎ、圧死による死者が多数発生した[6]。

## 人物

### 著名な出身者
- ライモンド・ダロンコ（英語版） - 19-20世紀の建築家
- ロベルト・チェコン - スキージャンプ選手
- シモーネ・パドイン - サッカー選手

### ゆかりの人物
- オッタビオ・ボテッキア - 自転車競技選手。当地で死去。

## 姉妹都市
- Velden am Wörther See、オーストリア
- Laakirchen、オーストリア
- フォリーニョ（イタリア）
  - 2001年11月22日 姉妹都市提携[7]

地震による被災経験を共有することから。フォリーニョは1997年のイタリア中部地震に被災した。